# Povijest Srba prije Nemanjića
Povijest srpskog naroda prije Nemanjića obuhvaća vrijeme najranije povijesti Srba na Balkanu od njihovog doseljenja do svrgavanja Dese sa županskog trona i postavljanja Tihomira (najstarijeg brata Stefana Nemanje) za župana Raške čime je počelo vrijeme vladavine Nemanjića.